# Akito Watabe
Akito Watabe (n. 26 mai 1988, Hakuba, Kitaazumi district⁠(d), Prefectura Nagano, Japonia) este un sportiv ce a reprezentat Japonia, medaliat olimpic. A participat la 4 ediții ale Jocurilor Olimpice (2006, 2010, 2014, 2018) în care a câștigat două medalii de argint.